# 메시틸렌
메시틸렌(영어: mesitylene) 또는 1,3,5-트라이메틸벤젠(영어: 1,3,5-trimethylbenzene)은 링 주위에 대칭적으로 위치하는 3개의 메틸 치환기가 있는 벤젠 파생물이다.

## 제조
2 C6H4(CH3)2   ⇌   C6H3(CH3)3   +   C6H5CH3
C6H4(CH3)2   +   CH3OH   →   C6H3(CH3)3   +   H2O

## 같이 보기
- 트라이메틸벤젠
- 1,2,3-트라이메틸벤젠 (헤멜리텐)
- 1,2,4-트라이메틸벤젠 (슈도쿠멘)